# Leonor Bassères
Leonor Bassères (Rio de Janeiro, 15 de dezembro de 1926 — Rio de Janeiro, 29 de janeiro de 2004) foi uma escritora de literatura infanto-juvenil, jornalista, crítica literária, professora de línguas e autora de telenovelas brasileira.

## Carreira
Escreveu 16 livros juvenis de aventura, a partir da década de 1950, sendo também ghost-writer de várias celebridades.
Em 1980 foi convidada por Gilberto Braga para transformar sua telenovela Água-Viva em livro, lançado pela editora Record no mesmo ano, o que inciou uma parceria de sucesso. Leonor foi coautora de Gilberto Braga em todos os seus trabalhos posteriores, sendo os principais: Vale Tudo, O Dono do Mundo, Labirinto, Pátria Minha e Celebridade.
Em 1992, assumiu, com Gilberto Braga, alguns capítulos da novela De Corpo e Alma. Após o assassinato da atriz Daniella Perez, ambos substituíram, Gloria Perez, autora da novela e mãe da atriz, enquanto ela esteve afastada. Eles se encarregaram de continuar a trama e dar destino aos personagens "Yasmin" e "Bira", vividos por Daniella e Guilherme de Pádua até o retorno de Gloria, após uma semana.
Como autora principal, Leonor escreveu, em 1990, a telenovela Mico Preto, em parceria com Euclydes Marinho, Marcílio Moraes e Dulce Bressane. Com Ricardo Linhares, foi co-autora de Meu Bem Querer, em 1998.

## Televisão
| Ano  | Título             | Escalação        | Parceiros                                          |
| ---- | ------------------ | ---------------- | -------------------------------------------------- |
| 1980 | Água Viva          | Colaboradora     | Gilberto Braga e Manoel Carlos                     |
| 1981 | Brilhante          | Colaboradora     | Gilberto Braga                                     |
| 1983 | Louco Amor         | Colaboradora     | Gilberto Braga                                     |
| 1984 | Corpo a Corpo      | Colaboradora     | Gilberto Braga                                     |
| 1988 | Vale Tudo          | Autora principal | Gilberto Braga e Aguinaldo Silva                   |
| 1988 | O Primo Basílio    | Autora principal | Gilberto Braga                                     |
| 1990 | Mico Preto         | Autora principal | Euclydes Marinho, Marcílio Moraes e Dulce Bressane |
| 1991 | O Dono do Mundo    | Co-autora        | Gilberto Braga                                     |
| 1992 | De Corpo e Alma    | Colaboradora     | Gilberto Braga e Gloria Perez                      |
| 1994 | Pátria Minha       | Colaboradora     | Gilberto Braga                                     |
| 1998 | Meu Bem Querer     | Co-autora        | Ricardo Linhares                                   |
| 1998 | Labirinto          | Colaboradora     | Gilberto Braga                                     |
| 1999 | Força de um Desejo | Colaboradora     | Gilberto Braga                                     |
| 2003 | Celebridade        | Co-autora        | Gilberto Braga                                     |

## Morte
Em meados de 2003, apesar de ter descoberto um câncer no pulmão, continuou a escrever a novela Celebridade. A doença acabou por matá-la, aos 77 anos. Celebridade se encerrou com uma mensagem em sua homenagem.